# Awudu Abass
Awudu Abass Abass (né le 27 janvier 1993 à Côme) est un joueur professionnel italien de basket-ball qui joue en tant qu'ailier.

## Carrière professionnelle
Abass est formé au Pallacanestro Cantù, l'un des meilleurs clubs du championnat italien, à partir de l'âge de 13 ans. Il prend peu à peu sa place dans l'équipe première et lors de la saison 2014-2015, il en devient capitaine, le plus jeune de l'histoire du club,.
En juillet 2016, Abass signe un contrat d'un an avec l'Olimpia Milan.
En 2018, Abass rejoint le Basket Brescia Leonessa avec lequel il signe un contrat de deux ans. En juin 2020, le contrat n'est pas renouvelé. Il rejoint alors la Virtus Bologne avec laquelle il remporte le championnat d'Italie 2020-2021. En juillet 2021, Abass s'engage pour trois saisons supplémentaires avec la Virtus.

## Équipe nationale italienne
En juillet 2013, il participe avec l'Italie au Championnat d'Europe des 20 ans et moins qui se déroule en Estonie. L'Italie remporte le tournoi et Abass est nommé dans l'équipe-type de la compétition avec son coéquipier, le MVP Amedeo Della Valle, les Lettons Jānis Bērziņš et Kaspars Vecvagars et l'Espagnol Dani Díez.
En mai 2016, Abass est choisi par Ettore Messina, l'entraîneur de l'équipe nationale, dans la liste des 24 pre-sélectionnés pour le tournoi qualificatif pour les Jeux olympiques de 2016. Il n'est toutefois pas choisi dans la liste finale.

## Vie privée
Son père est originaire du Ghana tandis que sa mère est originaire du Nigeria (pas du Togo comme il est reporté par erreur par certaines sources), ils se sont rencontrés à Rome, où ils se sont mariés avant de déménager à Côme, où Awudu est né. Il a obtenu la nationalité italienne dès qu'il le pouvait, à l'âge de 18 ans.
Abass vit toujours à Côme, en 2012, à 19 ans, il est candidat pour l'élection municipale comme second sur la liste d'Amo la Mia Città, cependant la liste obtient un seul siège donc Abass n'est pas élu,.

## Palmarès
- Champion d'Italie en 2021
- Vainqueur de la Supercoupe d'Italie 2021
- Vainqueur de l'EuroCoupe 2022